# Formica caucasicola
Formica caucasicola (лат.) — вид муравьёв рода Formica (Formicidae).

## Распространение
Кавказ: Азербайджан и Грузия на высотах от 1744 до 2500 м. Типовое местонахождение находится в районе горы Kazbeg (2224 м, 42,665°N, 44,620°E).

## Описание
Длина около 5 мм. Опушение, выходящее за переднебоковой клипеальный край отсутствует. Область затылочных углов с прижатыми волосками. Щетинки в области глазкового треугольника обычно отсутствуют. Передняя поверхность тазиков передних ног почти всегда без щетинок. Метаплевральные щетинки полностью отсутствуют. Голова с глубокой выемкой на затылочном крае, характерной для всех членов подрода Coptoformica. Цвет головы, мезосомы и брюшка от тёмного до черновато-коричневого, компоненты красного цвета отсутствуют. Он был обнаружен на пастбищных, высокогорных и альпийских лугах и строит насыпи из мелко срезанных кусочков травы. В основном монодомный, но в одном биотопе расположение гнезд предполагает полидомную структуру колонии. В каждом из шести местонахождений присутствовал чёрный болотный муравей (Formica picea), а о социально паразитическом основании колонии у этого вида свидетельствует находка смешанного гнезда и относительно мелкие размеры маток. Три находки крылатых муравьёв в гнездах были между 27 июля и 1 августа.

## Систематика
Вид был впервые описан в 2021 году немецкими мирмекологами Бернхардтом Зейфертом и Roland Schultz (Senckenberg Museum für Naturkunde Görlitz, Гёрлиц, Германия). Formica caucasicola является родственным видом для Formica forsslundi из подрода Coptoformica, отличается немного более крупными размерам и относительно короткой головой.